# أوسكار فيرنانديز (مدرب كرة قدم)
أوسكار روبن فيرنانديز روميرو (بالإسبانية: Óscar Rubén Fernández Romero)‏ (ولد في 28 سبتمبر 1974) هو مدرب كرة قدم إسباني، يشغل حاليا منصب مدرب نادي أتلتيكو مدريد ب. كانت أول تجربة تدريبية له في 2007، حيث أقال نادي فالنسيا مدربه كيكي سانشيز فلوريس، وعين فيرنانديز مدرب مؤقتا.